# Victor von Schwerin
Victor Graf von Schwerin (* 22. Dezember 1814 in Schwerinsburg; † 18. November 1903 ebenda; vollständiger Name Victor Friedrich Wilhelm Hermann Luther Graf von Schwerin) war ein deutscher Rittergutsbesitzer aus Pommern und preußischer Politiker.

## Leben

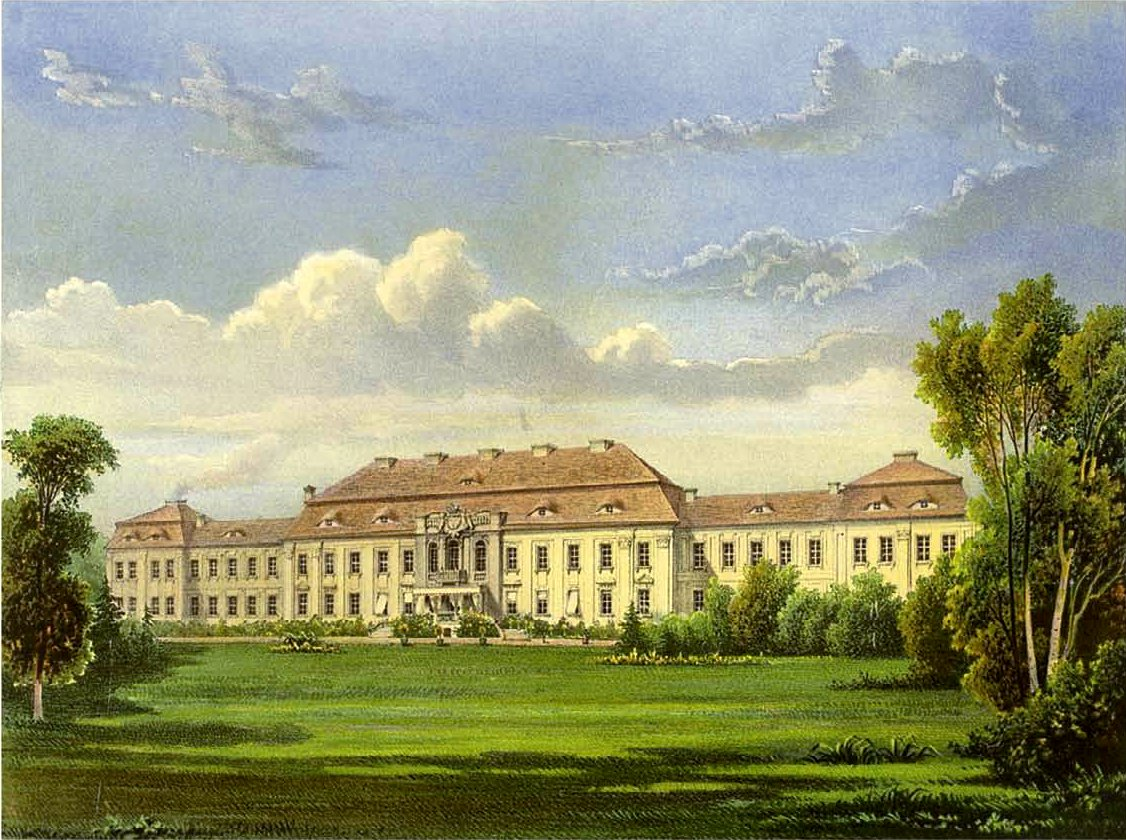
Schloss Schwerinsburg der Adelsfamilie von Schwerin Haus Schwerinsburg, um 1857/58 Sammlung Alexander Duncker

Victor von Schwerin entstammte dem Haus Schwerinsburg der pommerschen Adelsfamilie von Schwerin. Seine Eltern waren Heinrich Ludwig Wilhelm Carl Graf von Schwerin (1776–1839) und Charlotte Friederike Louise von Berg (1783–1826); sein Bruder war der liberale Parlamentarier Maximilian von Schwerin. Er studierte 1835 in Berlin, 1836 in Bonn und ab 1837 in Greifswald. Nach dem Tod des Vaters wurde er 1839 Fideikommissherr auf Schwerinsburg mit Sarnow, Wusseken und Löwitz. 1856 erwarb er Dennin mit dem Vorwerk Stern und das Dorf Japenzin.
Victor von Schwerin war Nachfolger seines Vaters als Erbküchenmeister von Altvorpommern und wurde 1846 zum preußischen Kammerherrn ernannt. 1856 wurde er auf Präsentation des Verbandes der von Schwerinschen Familie Mitglied des Preußischen Herrenhauses auf Lebenszeit. Seit 1876 war er Landschaftsrat bei der Pommerschen Landschaft.
Er war seit 1836 Mitglied des Corps Borussia Bonn.

## Ehe und Nachkommen
1842 heiratete er Ida Fanny Freiin von Schimmelmann (1819–1889). Das Paar hatte fünf Söhne, von denen keiner den späteren Untergang des Schlosses Schwerinsburg 1945 erlebte.
- Karl von Schwerin (* 9. Januar 1844; † 16. Februar 1901) ⚭ 1876 Luise Freiin von Nordeck zur Rabenau (1849–1906), nach Karls frühem Tod förderte sie Rilke auf ihrem väterlichen Schloss Friedelhausen bei Lollar
- Eberhard, Graf von Schwerin (* 4. November 1845; † 14. Juli 1866)
- Hans Axel Tammo, Graf von Schwerin (* 19. Mai 1847; † 4. November 1918) ⚭ 1878 Marie von Gerstenbergk Edle von Zech
- Axel, Graf von Schwerin (* 28. März 1850; † 27. Dezember 1888)
- Gerd Christoph, Graf von Schwerin (* 22. Juli 1857; † 18. September 1916)

⚭ 1882 Helene Marie Charlotte von Mangoldt (1858–1894)
⚭ 1896 Luise Katharina Johanna Hedwig Martini (1857–1916)
- - Sohn aus der ersten Ehe von Gerd Christoph: Hans-Bogislav Georg Victor Graf von Schwerin-Löwitz (* 12. Juli 1883 in Hannover; † 27. August 1967 in Bad Wörishofen) war ein deutscher Regierungsbeamter in Deutsch-Südwestafrika. Er war der Bauherr der Schwerinsburg (1913) und der Heynitzburg (1914) in Namibia, die beide heute Wahrzeichen von Windhoek sind.